# クラウディア・メイソン
クラウディア・メイソン（Claudia Mason、1973年3月9日 - ）はアメリカ合衆国のファッションモデル。ニューヨーク出身。